# Miranda (Zulia)
Miranda é um município da Venezuela localizado no estado de Zulia.
A capital do município é a cidade de Los Puertos de Altagracia.